# Kozí hřbety
Der Kozí hřbety (Ziegenrücken) ist ein langgestreckter Gebirgsrücken auf dem östlichen Böhmischen Kamm des Riesengebirges in Tschechien.

## Lage
Die Kette von kleinen und kleinsten Gipfeln erstreckt sich zwei Kilometer nordöstlich des Stadtzentrums von Špindlerův Mlýn (Spindlermühle) in Ost-West-Richtung. Der höchste Punkt wird am Aussichtspunkt Vyhlídka Krakonoš (Rübezahl‑Aussicht) mit 1422 m erreicht, der jedoch gemäß der Klassifizierung für Haupt- und Nebengipfel nicht als eigenständiger Gipfel gewertet wird.

Im mittleren Teil des Grates gibt es zwei Gipfel, den niedrigeren Westgipfel (1318 m, Koordinaten: 50° 44′ 5″ N, 15° 38′ 31″ O) und
den höheren Ostgipfel Kozí hřbety V (1387 m, Koordinaten: 50° 44′ 2″ N, 15° 39′ 15″ O). Den westlichen Abschluss bildet über Špindlerův Mlýn der 1321 m hohe Železný vrch (Eisenberg).
Im Norden wird er vom Tal der Bílé Labe (übersetzt Weiße Elbe, deutsch Weißwasser) begrenzt, im Süden vom Tal des Svatopetrský potok. Die Übersetzung lautet „Sankt Petersbach“, der deutsche Name ist Grundwasser; das Tal selbst trägt den Namen Peters langer Grund, kurz Langer Grund und tschechisch Dlouhý důl. Der Westhang fällt am Dívčí stráň (Mädelgrund) ins Elbtal ab. Im Osten geht der Kamm sanft in den Wiesenplan mit dem Luční hora (Hochwiesenberg) über, wo sich die ehemalige Schutzhütte der Rennerbaude befand.

### Nahegelegene Gipfel
| Čihadlo        | Kleines Rad | Weiße Wiese   |
| Železný vrch   | Kompass     | Luční hora    |
| Přední planina | Stoh        | Zadní Planina |

## Geologie
Der Ziegenrücken kann als Ausläufer des Hochwiesenbergs angesehen werden und bestimmt einen beträchtlichen Teil des östlichen Böhmischen Riesengebirg-Kamms mit seinem sehr einheitlichen Höhenverlauf. Seine Höhenpartie ist extrem schmal und die Nord- und Südhänge besitzen eine imposante Höhe und Steilheit. Dieses ungewöhnliche Erscheinungsbild gab dem Grat seinen Namen.

## Hydrologie
Die Hänge des Ziegenrückens werden von vielen parallel verlaufenden Bächen entwässert. Im Norden fließen sie in die Bílé Labe, im Süden in den Svatopetrský potok. Beide Gewässer sind die ersten und am frühen Oberlauf maßgeblichsten Zuflüsse des Flusssystems Elbe – Nordsee.

## Geschichte
Im 16. Jahrhundert begann man Kupfer- und Silbererze sowie andere Bodenschätze zu fördern; während des Ersten Weltkriegs wurden insbesondere Arsenerze zur Kriegsmittelproduktion abgebaut. Seit 1923 sind die Gruben stillgelegt. Besonders am Langen Grund sind aber nach wie vor Zeugnisse der bergbaulichen Tätigkeit zu entdecken.

## Tourismus und Naturschutz
Die Gipfelregion des Ziegenrückens wurde mit Beginn des Tourismus wegen der damit einhergehenden Naturschädigung weitestgehend geschützt; ein alter Fußweg, der über den Grat nach Spindlermühle führte, dauerhaft gesperrt. So gibt es nur wenige ausgewiesene Wanderwege, die ab Ortsmitte Spindlermühle wie folgt markiert sind:
▬ Der Wanderweg mit dem grünen Wegzeichen führt nach Svatý Petr (St. Peter) und durch den Langen Grund auf die Südseite;

▬ Der blau markierte Weber-Weg führt durch den Weißwassergrund (Tal der Weißen Elbe) auf die Nordseite des Bergrückens.
Vom Weißwassergrund, als auch vom Langen Grund aus führt, an der Wiesenbaude (Luční bouda) vorbei, die einzige Verbindung über den Grat auf die jeweils andere Seite.
▬ Der Weg mit der roten Kennzeichnung führt, ebenfalls an der Südseite, über den Alten Buchar-Weg zur Rübezahl‑Aussicht.
Von hier kann der Weg weiter der roten Markierung in Richtung Hochwiesenberg folgend, oder über die grün bzw. blau gekennzeichneten Pfade, talabwärts genommen werden.

## Galerie

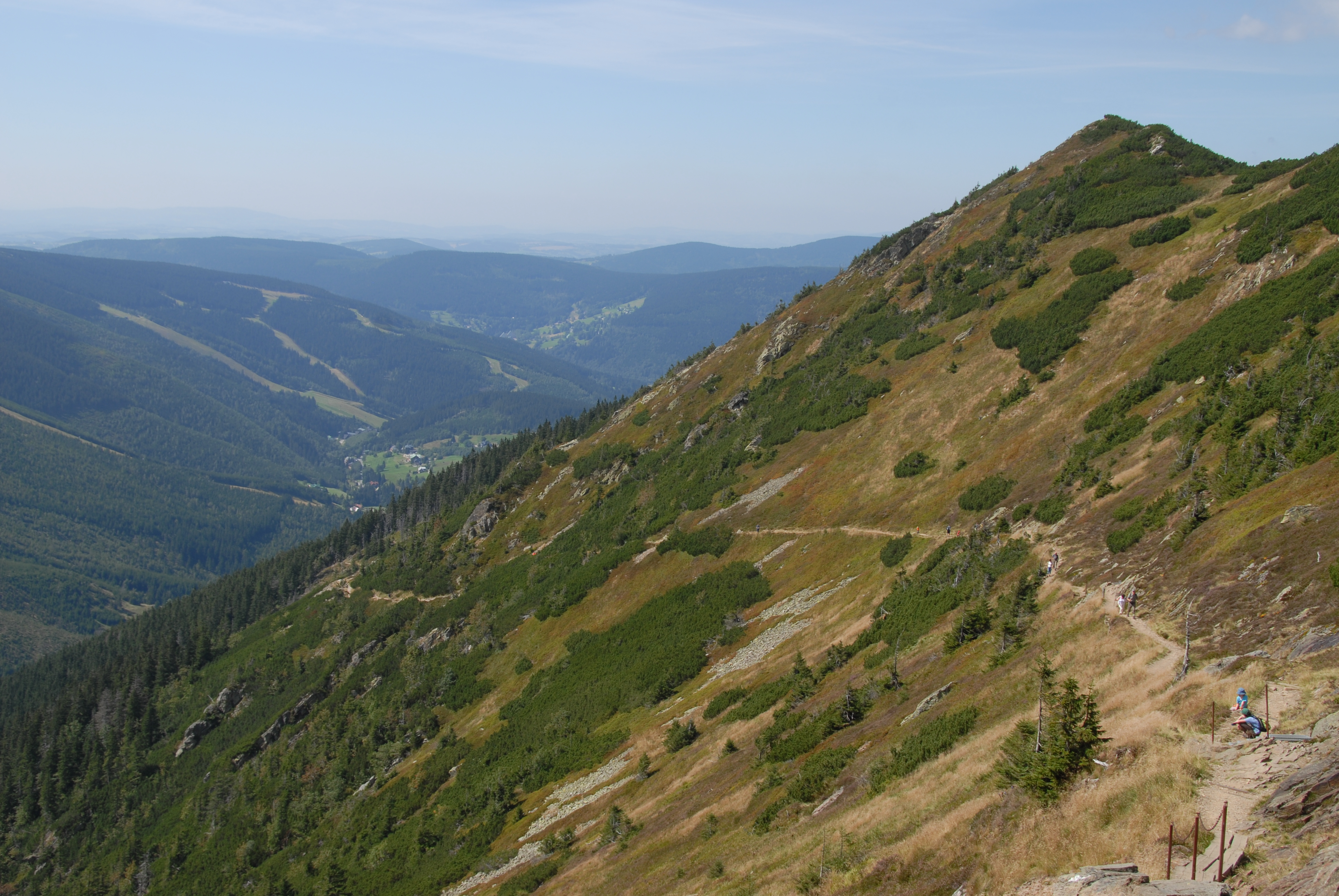
Die Hänge des Ziegenrückens über dem Langen Grund
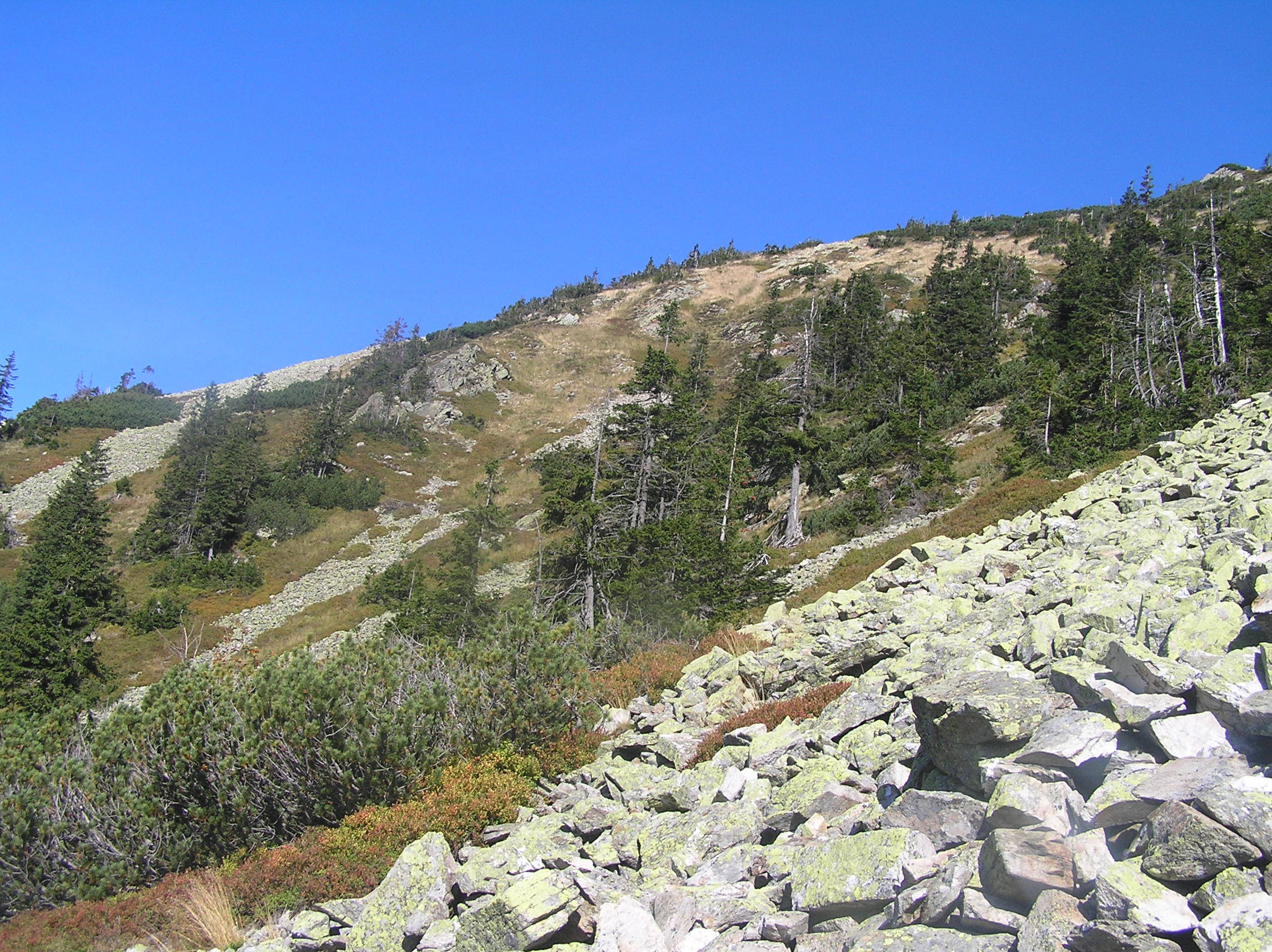
Felsenmeer und typische Vegetation
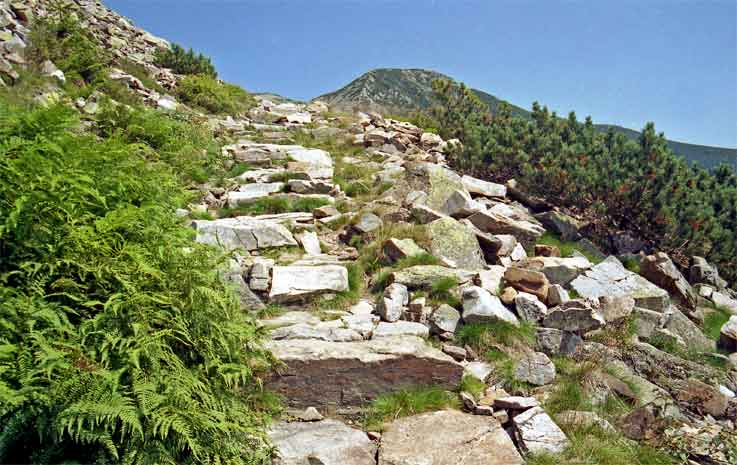
Aufstieg zum Ziegenrücken
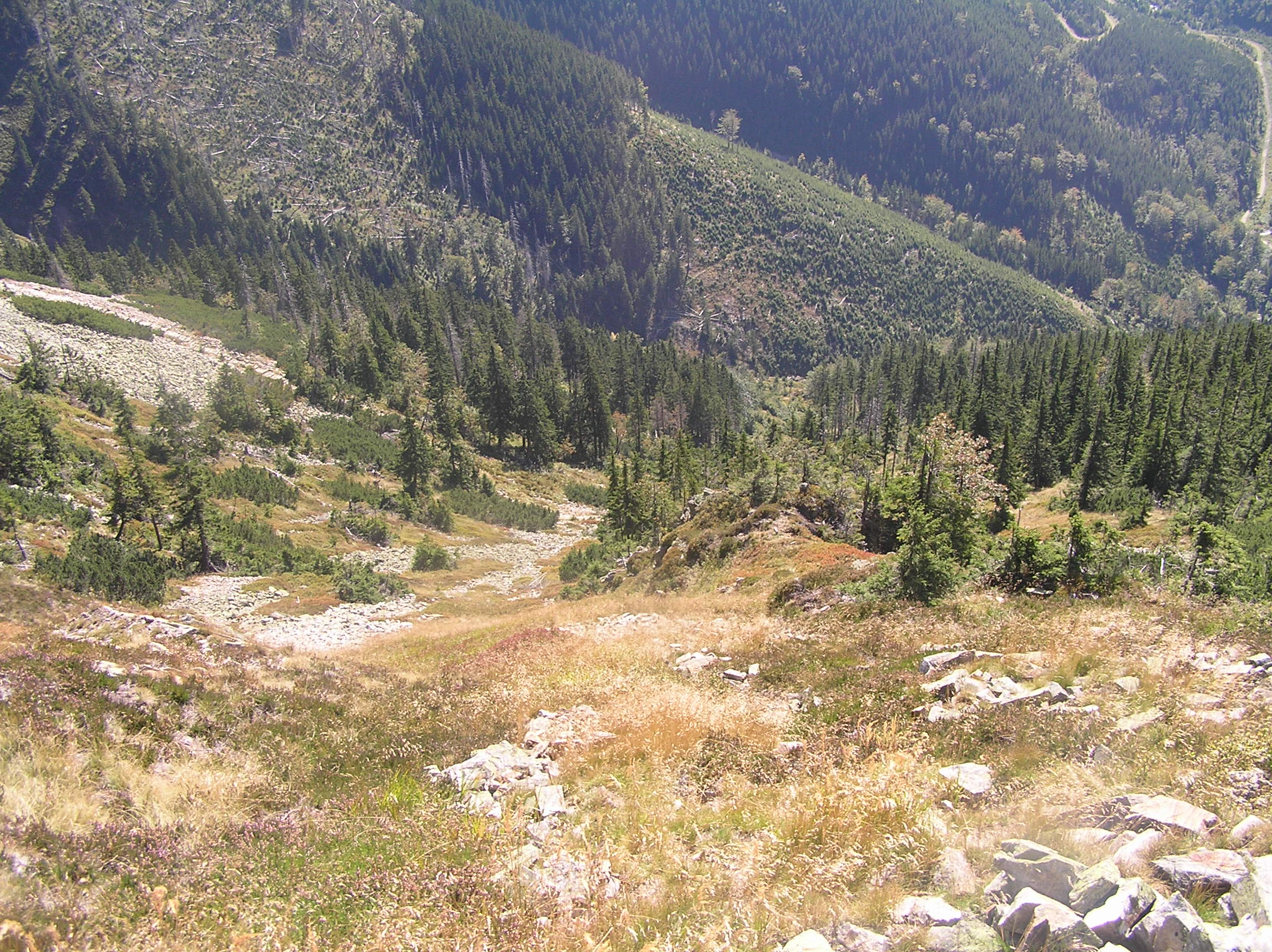
Abgrund am Ziegenrücken